# Philippe Herreweghe
Philippe Herreweghe, né le 2 mai 1947 à Gand, est un chef d'orchestre et chef de chœur belge.
Fondateur de l'ensemble vocal La Chapelle royale, qui s'est initialement consacré à la musique baroque française, il est un interprète renommé des œuvres vocales de Jean-Sébastien Bach (messes, passions, cantates, grands motets), et d'autres compositeurs majeurs des périodes Renaissance, baroque, classique et romantique.

## Biographie
Philippe Herreweghe est né à Gand d'un père spécialiste des maladies coloniales et d'une mère esthète qui lui donne ses premières leçons de piano. Formé chez les jésuites dans sa ville natale, il mène de front des études universitaires de médecine et de psychiatrie et une formation musicale au conservatoire dans la classe de piano Marcel Gazelle et d’orgue avec Gabriël Verschraegen. Au cours de la même période, il entame une carrière de chef d’orchestre, et en 1970 il crée le Collegium Vocale Gent.
Nikolaus Harnoncourt et Gustav Leonhardt invitent Philippe Herreweghe et le Collegium Vocale à participer à l’enregistrement de l’intégrale des cantates de Bach.
De 1977 à 1979, il fonde l'éphémère Chœur symphonique de Liège pour accompagner l’Orchestre symphonique du même nom.
En 1977, il crée à Paris, à l’initiative de Philippe Beaussant, Vincent Berthier de Lioncourt et Philippe Suzanne, l’ensemble La Chapelle royale, qui se consacre à l’interprétation de la musique baroque française. Depuis, il a créé plusieurs autres ensembles avec lesquels il aborde un répertoire musical qui va de la Renaissance à la musique contemporaine : l’Ensemble vocal européen, spécialisé dans la musique polyphonique de la Renaissance, et l’Orchestre des Champs-Élysées, créé en 1991 dans l’optique de remettre en valeur le répertoire de la période classique et romantique en utilisant des instruments d'époque.
À la demande de l'Accademia Chigiana de Sienne, et depuis 2011 avec le support du programme culturel de l’Union européenne, Philippe Herreweghe collabore activement avec le Collegium Vocale Gent au développement d’un grand chœur symphonique au niveau européen.
De 1982 à 2002, Philippe Herreweghe a été directeur artistique des Académies musicales de Saintes devenu le Festival de Saintes. En outre, il a dirigé comme chef d’orchestre invité l'Orchestre du Siècle des Lumières (Orchestra of the Age of Enlightenment), Concerto Köln, l'Ensemble Musique oblique, l'Orchestre royal du Concertgebouw d'Amsterdam, l’Orchestre philharmonique de Vienne et l'Orchestre de l'église Saint-Luc de New York.
De 1998 à 2002, il a été premier chef (chef-dirigent) de Filharmonie (Orchestre philharmonique royal des Flandres), dont il est actuellement hoofddirigent (chef principal, position placée en dessous de celle de chef dirigeant dans l'organigramme de l’orchestre).
Philippe Herreweghe a reçu plusieurs distinctions, notamment celle de Personnalité musicale de l’année par la presse musicale européenne en 1990, et celle d’Ambassadeur culturel de Flandre en 1993 grâce à son travail avec le Collegium Vocale Gent. En France, il a reçu le titre de Chevalier de la Légion d’Honneur en 2003. Enfin, en 2021, Philippe Herreweghe a reçu le prix Ultima, accordé par le gouvernement flamand, pour récompenser sa carrière.

## Discographie
Philippe Herreweghe a enregistré de nombreuses  œuvres vocales de Jean-Sébastien Bach (notamment la Passion selon saint Matthieu et la Passion selon saint Jean, la Messe en si mineur, l'Oratorio de Noël, des Motets et un grand nombre de cantates), ainsi que les Lamentations de Jérémie de Roland de Lassus. Il a enregistré également les grands motets français de Du Mont, Charpentier, Rameau, Lully, Delalande, les Messes de Requiem de Mozart, Campra, Gilles, Fauré (les deux versions), Brahms, Les Nuits d’été et L’Enfance du Christ de Berlioz, les oratorios de Haydn Die Jahreszeiten et Die Schöpfung, les oratorios de Mendelssohn Elias et Paulus, mais aussi le Pierrot lunaire de Schönberg, et la création de Medeamaterial de Pascal Dusapin. Il a commencé en 2004 l'enregistrement des symphonies d'Anton Bruckner.
Harmonia Mundi était sa maison de disques principale jusqu'en 2010, date à laquelle il la quitte en bons termes, pour créer son propre label, PHI, distribué par Outhere. Le premier enregistrement paru sous ce nouveau label est la quatrième symphonie de Gustav Mahler, avec l'Orchestre des Champs-Élysées. D'autres projets sont ensuite réalisés, dont un nouvel enregistrement des motets de Jean-Sébastien Bach et la Missa Solemnis de Beethoven.

### Renaissance
- Josquin Desprez : Stabat Mater - Motets, Harmonia Mundi (1986)
- Roland de Lassus : Les Lamentations de Jérémie (Ensemble Vocal Européen de la Chapelle royale) Harmonia Mundi (1989)
- Palestrina : Missa Viri Galilaei (1992) Harmonia Mundi
- Tomás Luis de Victoria : Officium Defunctorum (2012) PHI
- William Byrd : Infelix ego (2014) PHI

### Baroque
- Johann-Michaël et Johann-Christoph Bach : Motets, Ricercar (1983)
- Johann-Sebastian Bach :
  - Passion selon saint Matthieu (1985) Harmonia Mundi ;
  - Motets BWV 225-230 (1986) Harmonia Mundi ;
  - Passion selon saint Jean (1988) et (2001) Harmonia Mundi ;
  - Messe en si mineur BWV 232 (1989) Virgin et (1998) Harmonia Mundi ;
  - Oratorio de Noël  BWV 248 (1989) Virgin ;
  - Ich hatte viel Bekümmernis, Cantates BWV 21 et 42 (1990) Harmonia Mundi ;
  - Magnificat BWV 243, Cantate BWV 80 (1990) Harmonia Mundi ;
  - Messes BWV 234 & 235, Sanctus BWV 238 (1990) Virgin ;
  - Messes BWV 233 & 236 (1991) Virgin ;
  - Cantates pour basse BWV 82, 56 et 158 (1991) Harmonia Mundi ;
  - Cantates BWV 39, 73, 93, 105, 107, 131 (1992/93) Virgin ;
  - Oratorio de Pâques BWV 249, Cantate BWV 66 (1995) Harmonia Mundi ;
  - Cantates de Noël BWV 57, 110, 122 (1995) Harmonia Mundi ;
  - Cantates de l'Avent BWV 36, 61 et 62 (1995) Harmonia Mundi ;
  - Mit Fried und Freud, Cantates BWV 8, 125 et 138 (1998) Harmonia Mundi ;
  - Passion selon saint Matthieu (1999) Harmonia Mundi ;
  - Wir danken dir, Gott, Cantates BWV 29, 119 et 120 (1999) Harmonia Mundi ;
  - Passion selon saint Jean (2001) Harmonia Mundi ;
  - Cantates de Noël à Leipzig BWV 63, 91, 121 et 133, Magnificat BWV 243a (2002) Harmonia Mundi ;
  - O Ewigkeit, du Donnerwort, Cantates de la Trinité BWV 2, 20 et 176 (2003) Harmonia Mundi ;
  - Cantates sacrées BWV 27, 84, 95 et 161 (2007) Harmonia Mundi ;
  - Motets BWV 225-230 (2011) PHI ;
  - Messe en si mineur (2011) PHI ;
  - Ach süsser Trost ! Leipzig Cantatas BWV 25, 138, 105 et 46 (2012) PHI ;
  - Ich elender Mensch Leipzig Cantatas BWV 48, 73, 44 et 109 (2013) PHI.
- Carl Philipp Emanuel Bach : Die Auferstehung und Himmelfahrt Jesu, (1992) Virgin
- André Campra : Messe de Requiem (1987) Harmonia Mundi
- Henry Dumont : Motets pour La Chapelle du Roy (1984) Harmonia Mundi
- Marc-Antoine Charpentier : Motet pour l'Offertoire de la Messe Rouge H.434, Pour le Saint Sacrement au reposoir H.346, Pour la seconde fois que le Saint Sacrement vient au même reposoir H.372, Miserere H.219 (1985) Harmonia Mundi. Diapason d’or
- Carlo Gesualdo : Sabbato Sancto (1990) Harmonia Mundi
- Jean Gilles : Requiem (1990) Harmonia Mundi
- Michel-Richard de Lalande : Dies Irae S.31, Miserere S.27 (1991) Harmonia Mundi
- Jean-Baptiste Lully : 
  - Grands Motets (1985) Harmonia Mundi ;
  - Armide (1993) Harmonia Mundi.
- Claudio Monteverdi : Vespro della Beata Vergine (1987) Harmonia Mundi
- Jean-Philippe Rameau : 
  - Les Grands Motets (1982) Harmonia Mundi ;
  - Les Indes galantes : Suite d'orchestre (1984) Harmonia Mundi.
- Johann Hermann Schein : Israelis Brünnlein (1996) Harmonia Mundi
- Heinrich Schütz : 
  - Musikalische Exequien (1987) Harmonia Mundi ;
  - Opus ultimum (2007) Harmonia Mundi.
- Tunder, Kuhnau, Bruhns, Graupner : Cantates allemandes, Harmonia Mundi

### Classicisme
- Ludwig van Beethoven : 
  - Missa solemnis (1995) Harmonia Mundi ;
  - Missa Solemnis (2012) PHI ;
  - Symphonie no 9 (1999) Harmonia Mundi ;
  - Intégrale des Symphonies, Christiane Oelze, Ingeborg Danz, Christoph Strehl, David Wilson-Johnson, Collegium Vocale Gent, Accademia Chigiana Siena, Royal Flemish Philharmonic, (2011) Pentatone Classics ;
  - Christus am Ölberge (2022) PHI.
- Joseph Haydn : 
  - Die Jahreszeiten (2014) PHI ;
  - Die Schöpfung (2015) PHI.
- Wolfgang Amadeus Mozart :
  - Messe en ut mineur (1992) Harmonia Mundi ;
  - Requiem (1997) Harmonia Mundi ;
  - Les dernières symphonies nos 39, 40 et 41 Jupiter (2013) PHI.

### Romantisme
- Hector Berlioz : 
  - Les Nuits d'été, Herminie (1995) Harmonia Mundi ;
  - L'Enfance du Christ (1997) Harmonia Mundi.
- Johannes Brahms :
  - Ein deutsches requiem (1996) Harmonia Mundi
  - Œuvres pour chœur et orchestre : Schicksalslied op. 54, Alt-Rhapsodie op. 53, Warum ist das Licht gegeben op. 74/1, Begräbnisgesang op. 13, Gesang der Parzen op. 89 (2011) Outhere
- Anton Bruckner : Symphonie no 5 (2009) Harmonia Mundi
- Gabriel Fauré : Requiem, version première de 1893, (1988) Harmonia Mundi, version de 1901 pour grand orchestre, (2002) Harmonia Mundi
- César Franck : Symphonie en ré mineur (2002) Harmonia Mundi
- Felix Mendelssohn : 
  - Elias (1993) Harmonia Mundi ;
  - Ein Sommernachtstraum, Die Hebriden (1994) Harmonia Mundi ;
  - Paulus (1996) Harmonia Mundi.
- Franz Schubert : 
  - Messe no 5 en la bémol majeur D. 678 (2002) Harmonia Mundi ;
  - Intégrale des symphonies (2012) Pentatone.
- Robert Schumann : 
  - Szenen aus Goethes Faust (1998) Harmonia Mundi ;
  - les quatre Symphonies (2015) Harmonia Mundi.

### XXesiècle
- Gustav Mahler : Das Lied von der Erde (1994) Harmonia Mundi
- Arnold Schönberg : Pierrot lunaire (1992) Harmonia Mundi

## Décorations
- Officier de l'ordre des Arts et des Lettres (1994)
- Chevalier de la Légion d'honneur (2003)
- Officier de l'ordre de Léopold

## Distinctions
- 1990 : nommé « Personnalité musicale de l’année » par la presse musicale européenne
- 1993 : élu « Ambassadeur culturel de Flandre » avec le Collegium Vocale Gent
- 1997 : reçu docteur honoris causa de la Katholieke Universiteit Leuven
- 2000 : reçoit le titre de chevalier par arrêté royal belge du 9 juillet 2000[3]
- 2010 : attribution par la ville de Leipzig de la médaille Bach, destinée à récompenser son énorme travail réalisé en tant qu’interprète de l’œuvre de Bach
- 2017 : reçu docteur honoris causa de l'université de Gand